# Iginio Kofler
Iginio Kofler (Adria, 22 agosto 1897 – Adria, 11 febbraio 1983) è stato un calciatore, dirigente sportivo e imprenditore italiano.

## Biografia
Maggiore degli Alpini, dal 1961 al 1963 è stato presidente di Confindustria Padova.
È sepolto presso il cimitero maggiore di Padova.

### Sport
Insieme ad altri colleghi fonda una società ad Adria dal nome L'Aquila. Dal 1912 al 1914 giocò per il Padova totalizzando 4 presenze su 8 partite totali di campionato disputate dalla squadra in quegli anni. Ha debuttato il 13 aprile 1912 in Petrarca-Padova 6-0. Ha giocato la sua ultima partita il 18 maggio 1914 in Udinese-Padova 5-0. Inoltre nel Padova ricopriva anche il ruolo di cassiere.
Dal 1946 al 1954 fu presidente del rinato Tennis Club Padova.
Nel 1962, a Galzignano Terme per sua iniziativa e di un gruppo di appassionati golfisti padovani nasce il Golf Club Euganeo oggi Golf Club Padova.

### Filantropo
Nel 1955 acquistò Villa Molin, facendola ritornare, con larghezza di vedute e lunghi e dispendiosi lavori, all'originaria bellezza e rinominata successivamente Villa Molin-Kofler.